# Championnat d'Europe féminin de volley-ball des moins de 18 ans 1997
Navigation
Barcelone 1995 Gdansk 1999
Le 2e championnat d'Europe de volley-ball féminin des moins de 18 ans s'est déroulé du 25 au 30 mars 1997 à Banská Bystrica et Puchov (Slovaquie).

## Composition des groupes
| Poule 1                                                   | Poule 2                                         |
| --------------------------------------------------------- | ----------------------------------------------- |
| Site : Banská Bystrica Biélorussie Italie Pologne Ukraine | Site : Puchov Croatie Slovaquie Tchéquie Russie |

## Tour préliminaire

### Poule 1
| No | Équipe      | Points | Matches | Matches | Matches | Sets | Sets   | Sets  | Points | Points | Points |
| No | Équipe      | Points | joués   | gagnés  | perdus  | pour | contre | Ratio | pour   | contre | Ratio  |
| -- | ----------- | ------ | ------- | ------- | ------- | ---- | ------ | ----- | ------ | ------ | ------ |
| 1  | Ukraine     | 6      | 3       | 3       | 0       | 9    | 5      | 1.800 | 173    | 149    | 1.161  |
| 2  | Pologne     | 5      | 3       | 2       | 1       | 8    | 5      | 1.600 | 170    | 154    | 1.104  |
| 3  | Italie      | 4      | 3       | 1       | 2       | 6    | 6      | 1.000 | 140    | 125    | 1.120  |
| 4  | Biélorussie | 3      | 3       | 0       | 3       | 2    | 9      | 0.222 | 105    | 160    | 0.656  |

### Poule 2
| No | Équipe    | Points | Matches | Matches | Matches | Sets | Sets   | Sets  | Points | Points | Points |
| No | Équipe    | Points | joués   | gagnés  | perdus  | pour | contre | Ratio | pour   | contre | Ratio  |
| -- | --------- | ------ | ------- | ------- | ------- | ---- | ------ | ----- | ------ | ------ | ------ |
| 1  | Russie    | 6      | 3       | 3       | 0       | 9    | 5      | 1.800 | 191    | 172    | 1.110  |
| 2  | Croatie   | 5      | 3       | 2       | 1       | 8    | 4      | 2.000 | 160    | 138    | 1.159  |
| 3  | Slovaquie | 4      | 3       | 1       | 2       | 4    | 7      | 0.571 | 133    | 135    | 0.985  |
| 4  | Tchéquie  | 3      | 3       | 0       | 3       | 4    | 9      | 0.444 | 145    | 184    | 0.788  |

## Phase finale

### Classement 5-8
|  | Tour de classement                       | Tour de classement                       |          |   | 5e place                                | 5e place                                |
|  | Tour de classement                       | Tour de classement                       |          |   | 5e place                                | 5e place                                |
|  |                                          |                                          |          |   |                                         |                                         |
|  | Puchov, 29-03-97 (15:12 7:15 15:7 15:12) | Puchov, 29-03-97 (15:12 7:15 15:7 15:12) |          |   | Puchov, 30-03-97 (8:15 16:14 15:5 15:4) | Puchov, 30-03-97 (8:15 16:14 15:5 15:4) |
|  | Puchov, 29-03-97 (15:12 7:15 15:7 15:12) | Puchov, 29-03-97 (15:12 7:15 15:7 15:12) |          |   | Puchov, 30-03-97 (8:15 16:14 15:5 15:4) | Puchov, 30-03-97 (8:15 16:14 15:5 15:4) |
|  | Italie                                   | 3                                        |          |   | Puchov, 30-03-97 (8:15 16:14 15:5 15:4) | Puchov, 30-03-97 (8:15 16:14 15:5 15:4) |
|  | Italie                                   | 3                                        |          |   | Puchov, 30-03-97 (8:15 16:14 15:5 15:4) | Puchov, 30-03-97 (8:15 16:14 15:5 15:4) |
|  | Tchéquie                                 | 1                                        |          |   | Puchov, 30-03-97 (8:15 16:14 15:5 15:4) | Puchov, 30-03-97 (8:15 16:14 15:5 15:4) |
|  | Tchéquie                                 | 1                                        | Italie   | 3 |                                         |                                         |
|  | Puchov, 29-03-97 (15:13 15:4 15:5)       |                                          | Italie   | 3 |                                         |                                         |
|  |                                          | Biélorussie                              | 1        |   |                                         |                                         |
|  | Biélorussie                              | Biélorussie                              | 1        | 3 |                                         |                                         |
|  | Biélorussie                              |                                          |          | 3 |                                         |                                         |
|  | Slovaquie                                | 0                                        |          |   |                                         |                                         |
|  | Slovaquie                                | 0                                        | 7e place |   |                                         |                                         |
|  |                                          |                                          |          |   |                                         |                                         |
|  | Puchov, 30-03-97 (9:15 10:15 7:15)       |                                          |          |   |                                         |                                         |
|  |                                          |                                          |          |   |                                         |                                         |
|  | Tchéquie                                 | 0                                        |          |   |                                         |                                         |
|  | Tchéquie                                 | 0                                        |          |   |                                         |                                         |
|  | Slovaquie                                | 3                                        |          |   |                                         |                                         |
|  | Slovaquie                                | 3                                        |          |   |                                         |                                         |

### Classement 1-4
|  | Demi-finales                                   | Demi-finales                              |                        |   | Finale                                  | Finale                                  |
|  | Demi-finales                                   | Demi-finales                              |                        |   | Finale                                  | Finale                                  |
|  |                                                |                                           |                        |   |                                         |                                         |
|  | Puchov, 29-03-97 (11:15 15:2 15:11 15:12)      | Puchov, 29-03-97 (11:15 15:2 15:11 15:12) |                        |   | Puchov, 30-03-97 (15:8 2:15 15:13 15:9) | Puchov, 30-03-97 (15:8 2:15 15:13 15:9) |
|  | Puchov, 29-03-97 (11:15 15:2 15:11 15:12)      | Puchov, 29-03-97 (11:15 15:2 15:11 15:12) |                        |   | Puchov, 30-03-97 (15:8 2:15 15:13 15:9) | Puchov, 30-03-97 (15:8 2:15 15:13 15:9) |
|  | Russie                                         | 3                                         |                        |   | Puchov, 30-03-97 (15:8 2:15 15:13 15:9) | Puchov, 30-03-97 (15:8 2:15 15:13 15:9) |
|  | Russie                                         | 3                                         |                        |   | Puchov, 30-03-97 (15:8 2:15 15:13 15:9) | Puchov, 30-03-97 (15:8 2:15 15:13 15:9) |
|  | Pologne                                        | 1                                         |                        |   | Puchov, 30-03-97 (15:8 2:15 15:13 15:9) | Puchov, 30-03-97 (15:8 2:15 15:13 15:9) |
|  | Pologne                                        | 1                                         | Russie                 | 3 |                                         |                                         |
|  | Puchov, 29-03-97 (15:13 6:15 12:15 15:10 15:8) |                                           | Russie                 | 3 |                                         |                                         |
|  |                                                | Croatie                                   | 1                      |   |                                         |                                         |
|  | Croatie                                        | Croatie                                   | 1                      | 3 |                                         |                                         |
|  | Croatie                                        |                                           |                        | 3 |                                         |                                         |
|  | Ukraine                                        | 2                                         |                        |   |                                         |                                         |
|  | Ukraine                                        | 2                                         | Match pour la 3e place |   |                                         |                                         |
|  |                                                |                                           |                        |   |                                         |                                         |
|  | Puchov, 30-03-97 (15:10 15:6 15:6)             |                                           |                        |   |                                         |                                         |
|  |                                                |                                           |                        |   |                                         |                                         |
|  | Pologne                                        | 3                                         |                        |   |                                         |                                         |
|  | Pologne                                        | 3                                         |                        |   |                                         |                                         |
|  | Ukraine                                        | 0                                         |                        |   |                                         |                                         |
|  | Ukraine                                        | 0                                         |                        |   |                                         |                                         |

## Classement final
| Place              | Équipe             |
| ------------------ | ------------------ |
| Médaille d'or      | Russie             |
| Médaille d'argent  | Croatie            |
| Médaille de bronze | Pologne            |
| 4                  | Ukraine            |
| 5                  | Italie             |
| 6                  | Biélorussie        |
| 7                  | Slovaquie          |
| 8                  | République tchèque |